# Гельман, Марат Александрович
Мара́т Алекса́ндрович Ге́льман (род. 24 декабря 1960 года, Кишинёв, СССР) — российский коллекционер, галерист и публицист, арт-менеджер. Бывший директор пермского музея современного искусства PERMM. С июня 2002 по февраль 2004 года — заместитель генерального директора «Первого канала». Политтехнолог, один из создателей «Фонда эффективной политики», член Общественной палаты созыва 2010—2012 годов.
С 2014 года живёт в Черногории.

## Биография
Марат Александрович Гельман родился 24 декабря 1960 года в Кишинёве. Его отец — писатель и драматург Александр Исаакович Гельман. Мать — Лилия Гринауцкая (1935—2024).
В 1977 году окончил школу № 37 города Кишинёва, в 1983 году — Московский институт связи по специальности инженер. Одновременно с учёбой работал машинистом и рабочим сцены во МХАТе, «Современнике» и театре имени Маяковского.
В 1987 году Гельман, который с юности интересовался искусством, прежде всего современным, сделал первую выставку в своей жизни, показав московских художников в Кишинёве. Она имела большой успех, в том числе и коммерческий, и, приехав в Москву отдавать художникам картины и вырученные от продажи работ деньги, Гельман принял решение остаться в российской столице.
Профессиональную жизнь в искусстве начинал как коллекционер, но, по неопытности собрав неудачную первую коллекцию, был вынужден овладеть навыками продажи произведений искусства и стал фактически первым арт-дилером в СССР.
В 1990 году, получив зарубежное образование[где?] в области современного искусства, собрал коллекцию украинского искусства, которая легла в основу выставки «Южнорусская волна», показанной в 1992 году и имевшей широкий резонанс. Свой путь в искусство и в искусстве сам Гельман описывает как череду случайностей, но именно эта пластичность и открытость случайному, по мнению галериста, является едва ли не более важным залогом успеха, чем целеустремленность.
В 1995 году создал «Фонд эффективной политики» (ФЭП) вместе с Глебом Павловским и Максимом Мейером, организации, созданной как «фирма, в которой будут работать журналисты и которая будет помогать проводить выборы».
В 1996 году участвовал в антикоммунистической кампании на президентских выборах, в 1999 году — в кампании Сергея Кириенко на выборах московского мэра.
В 1997 году Гельман вместе с Глебом Павловским основал «Русский журнал» — одно из старейших общественно-политических интернет-изданий страны.
По мнению некоторых политических деятелей Украины, в начале 2000-х годов Гельман и Павловский работали в команде Виктора Медведчука и участвовали в ряде политических кампаний (в авторитетных источниках прямого подтверждения этому нет).
В апреле 2002 года Гельман официально объявил о выходе из ФЭП и обмене принадлежащих ему акций фонда на акции Lenta.ru.
В июне 2002 года назначен заместителем генерального директора телеканала ОРТ (позже — «Первый канал») Константина Эрнста, руководил аналитической дирекцией канала. Отвечал за бизнес «Первого канала» на Украине. По заявлению Эрнста, Гельман приходил на телеканал для работы под выборы в Государственную думу 2003 года, кроме того Гельман был ответственным за выполнение контракта по освещению деятельности ЦИК. В 2003 году состоял в штабе партии «Родина». Гельман назвал своим достижением «исчезновение коммунистов как политической силы», что произошло из-за успеха на выборах «Родины», который формировался по технологии, разработанной именно Гельманом. Кроме того, «Родина» получил свободный доступ на «Первый канал» наравне с партией власти «Единая Россия». В итоге, по словам Гельмана, в стране «полностью исчезла политическая оппозиция». Вскоре после выборов написал заявление на уход, в феврале 2004 года покинул «Первый канал».
С 2009 по 2013 — основатель и директор Музея современного искусства PERMM.

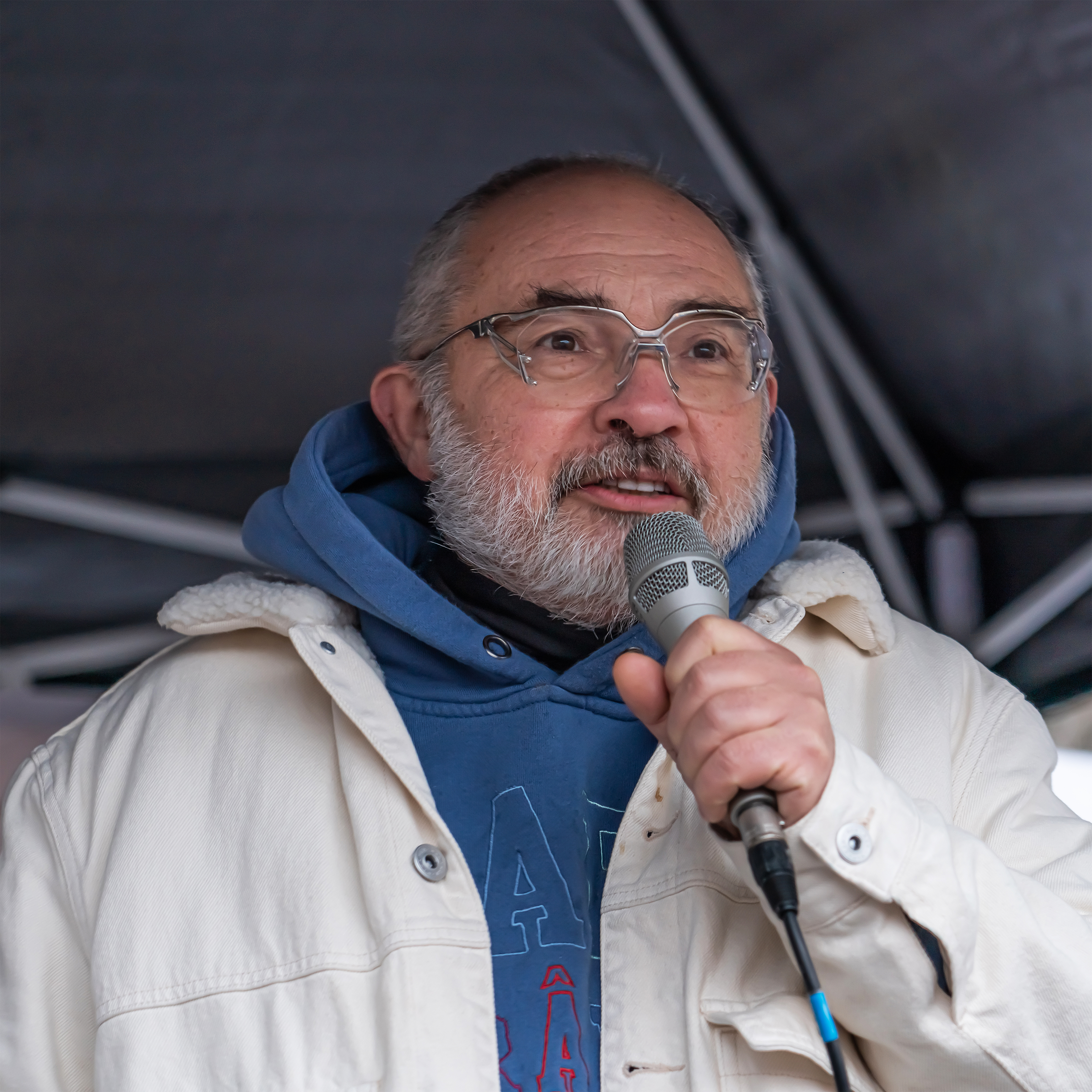
Марат Гельман в Берлине, 2023 год

В 2014 году переехал в Черногорию, где в 2015 году открыл арт-резиденцию.

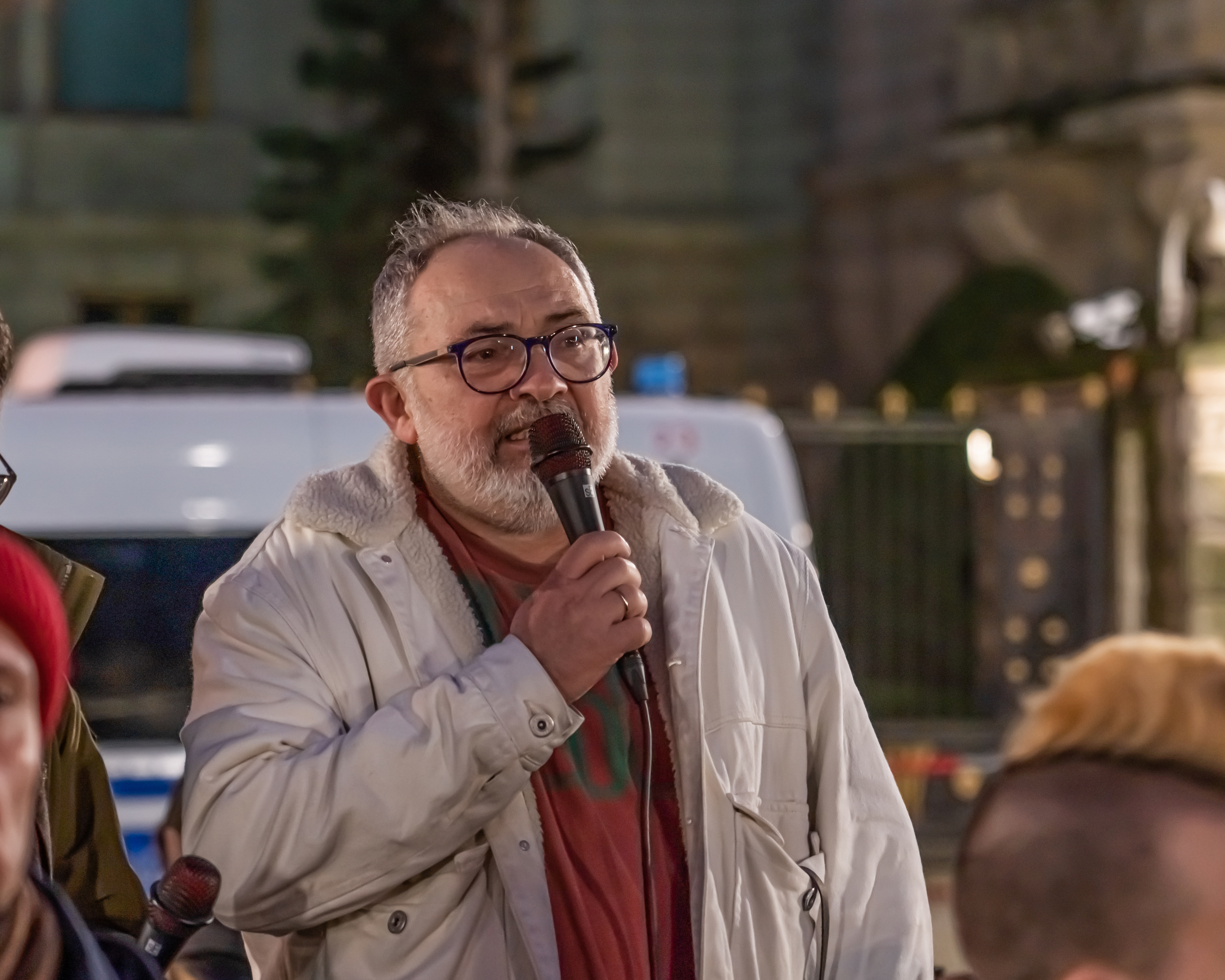
Марат Гельман 16 февраля 2024 года, на митинге около посольства РФ в Берлине после смерти Алексея Навального

7 ноября 2023 года побывал на фронте российско-украинской войны рядом с солдатами из Легиона «Свобода России».

## Уголовные дела
30 декабря 2021 года Министерство юстиции Российской Федерации внесло Марата Гельмана в реестр СМИ — «иностранных агентов»; в конце 2022 г. объявлен МВД России в розыск. 
В середине ноября 2024 года Гельмана внесли в перечень экстремистов и террористов Росфинмониторинга. Поводом для внесения в этот список могло стать уголовное дело по статье об оправдании терроризма (статья 205.2 УК), возбужденное в отношении  Гельмана, о существовании которого сообщает издание «Медиазона». По этому делу в музее современного искусства PERMM прошли обыски, несмотря на то, что к этому моменту Гельман не работал в музее уже более 10 лет.

## Галерея Гельмана
В 1990 году по совету Леонида Бажанова Гельман открыл одну из первых в России частных галерей современного искусства. Она просуществовала до 2012 года, и за 20 лет сменила несколько названий (Gallery Guelman, M. Guelman Gallery, «Галерея М. и Ю. Гельман») и три адреса (1992—1995 годы — Центр современного искусства на Якиманке; 1995—2007 годы — ул. Малая Полянка, д. 7/7, стр. 5; 2007—2012 годы — центр современного искусства Винзавод), но все это время была широко известна как галерея Гельмана.
История галереи Гельмана — это фактически история современного искусства постсоветской России. В разные годы с галерей сотрудничали практически все важнейшие художники этой эпохи — от классиков московского концептуализма (Юрий Альберт, Игорь Макаревич, Вадим Захаров, Дмитрий Александрович Пригов), соц-арта (В. Комар & А. Меламид Архивная копия от 19 апреля 2013 на Wayback Machine, Борис Орлов, Леонид Соков) и постмодернизма (П. Пепперштейн Архивная копия от 10 марта 2013 на Wayback Machine, Г. Острецов Архивная копия от 30 апреля 2013 на Wayback Machine) до художников петербургской «Новой академии» (Т. Новиков Архивная копия от 19 апреля 2013 на Wayback Machine), культовых «Митьков» Архивная копия от 19 апреля 2013 на Wayback Machine, московского акционизма (О. Кулик Архивная копия от 21 апреля 2013 на Wayback Machine, А. Осмоловский Архивная копия от 17 февраля 2013 на Wayback Machine, А. Бренер Архивная копия от 19 апреля 2013 на Wayback Machine, Император ВАВА, О. Мавромати, А. Тер-Оганьян Архивная копия от 7 января 2013 на Wayback Machine, Общество РАДЕК Архивная копия от 21 июля 2006 на Wayback Machine), южнорусской волны (А. Сигутин Архивная копия от 4 марта 2016 на Wayback Machine, А. Савадов, А. Ройтбурд, О. Голосий) и пионеров медиарта («Синий суп» Архивная копия от 16 июля 2014 на Wayback Machine, АЕС+Ф, Ольга Чернышева Архивная копия от 22 августа 2012 на Wayback Machine, Владислав Ефимов & Аристарх Чернышев Архивная копия от 25 июня 2012 на Wayback Machine); от живописцев (Ю. Шабельников, В. Кошляков, А. Виноградов & В. Дубосарский Архивная копия от 16 июля 2014 на Wayback Machine, Д. Врубель Архивная копия от 15 декабря 2012 на Wayback Machine) до фотографов (Б. Михайлов Архивная копия от 22 августа 2012 на Wayback Machine, В. Мамышев-Монро), архитекторов (А. Бродский Архивная копия от 6 декабря 2012 на Wayback Machine, А. Беляев-Гинтовт Архивная копия от 16 июля 2014 на Wayback Machine), скульпторов (Д. Гутов, Г. Брускин Архивная копия от 19 января 2013 на Wayback Machine, Мартынчики Архивная копия от 22 августа 2012 на Wayback Machine) и художников, работающих с инсталляциями и новыми медиа (И. Нахова Архивная копия от 16 июля 2014 на Wayback Machine, В. Архипов, арт-группа «Синие носы» и другие).
Помимо российских художников, Гельман показывал в галерее искусство Украины, с которого он начал свой путь как куратор и галерист (выставка «Южнорусская волна», 1992) и которое всегда занимало и занимает значительную часть в его коллекции. В 2002—2004 годах в Киеве работал филиал галереи Гельмана, который возглавлял его друг и художник московской галереи Александр Ройтбурд Архивная копия от 15 апреля 2014 на Wayback Machine.
Кроме того, в начале 1990-х годов Гельман активно занимался включением постсоветского искусства в международный контекст. С одной стороны, он завязал деловые контакты с ведущими нью-йоркскими галереями, благодаря чему мировое художественное сообщество познакомилось со многими художниками галереи Гельмана; с другой стороны, стремился к показу международных звезд в России — в частности, в галерее на Якиманке состоялись такие важнейшие для Москвы тех лет события, как персональные выставки Энди Уорхола (Alter Ego, 1994) и Йозефа Бойса («Дневник Леонардо», 1994).
Ещё одним существенным аспектом деятельности галереи Гельмана было проведение больших некоммерческих выставочных проектов на внешних площадках. Среди важнейших — «Конверсия» Архивная копия от 10 марта 2013 на Wayback Machine (Центральный Дом художника, 1993), «VII Съезду Народных Депутатов России посвящается» (ЦДХ, 1993), «Новые деньги Архивная копия от 10 марта 2013 на Wayback Machine» (Государственная Третьяковская галерея, 2006), «Динамические пары Архивная копия от 10 марта 2013 на Wayback Machine» (ЦВЗ «Манеж», 2000), «Южнорусская волна», «Ностальгия Архивная копия от 20 июля 2014 на Wayback Machine» (Государственный Русский музей, 2000, к 10-летию галереи Гельмана), «Россия 2» (ЦДХ, 2005), «Питерские Архивная копия от 20 июля 2014 на Wayback Machine: Современное искусство Санкт-Петербурга» (ЦДХ, 2005) и ряд других.
С первых лет работы галерея участвовала в международных выставочных событиях, фестивалях и ярмарках, в том числе, уже в нулевых, в таких ключевых международных ярмарках, как FIAC (Париж) и ARCO (Мадрид). В 1999 году галерея представляла проект для российского павильона на Венецианской биеннале.
В апреле 2012 года Марат Гельман, вместе с двумя другими ведущими российскими галеристами, Еленой Селиной и Айдан Салаховой, объявил о переформатировании галерейной деятельности. В случае с галереей Гельмана это закончилось её закрытием. Основной причиной такого шага Гельман назвал сворачивание рынка современного искусства в России, связанное в общей нестабильностью политической и экономической ситуации в стране.
Последним событием в галерее Гельмана стала выставка Алексея Каллимы «Считай, что тебе повезло» (май-июнь 2012).

## Культурный Альянс
В октябре 2012 года на месте закрытой галереи на Винзаводе открылась новая выставочная площадка Марата Гельмана — продюсерский центр «Культурный Альянс». Площадка специализируется на показе в Москве искусства из российских регионов и стран СНГ — здесь уже прошли выставки, давшие актуальный срез искусства Казахстана, Ижевска, Перми.
Обращение к региональному искусству для Гельмана не было случайным: начиная с первых выставок в 1990-х годах, он был занят поиском новых для московской сцены имен. Ему, в частности, принадлежит заслуга «открытия» новосибирской группы «Синие носы», как и многих художников из Санкт-Петербурга, Ростова-на-Дону и с Украины.
Своё название и отчасти концепцию галерея получила от ассоциации «Культурный Альянс», созданной Гельманом в 2010 году в сотрудничестве с партией «Единая Россия». Ассоциация создавалась как объединение городов, в которых существует самостоятельная художественная жизнь в сфере современной культуры. За два года ассоциацией проведено два крупных фестиваля и десяток выставок, благодаря которым стало ясно, что и вдали от Москвы «существуют интересные художественные сообщества, что региональные художники не чувствуют себя полностью оторванными от столичной и даже международной художественной сцены, что они владеют языком современного искусства, преодолевая и географию и биографию».
В 2012 году Гельман разорвал сотрудничество с властью, однако не прекратил деятельность по культурному развитию регионов. Её результатом и продолжением стала галерея «Культурный Альянс» на Винзаводе.

Решил для себя в политических проектах больше не участвовать (большое правительство, Культурный Альянс — новая культурная политика) только профессиональная деятельность, продюсирование фестивалей, организация центров искусства и курирование выставок. 
Этапной для формирования концепции галереи также стала выставка «Искусство против географии», прошедшая в 2011 году в рамках 4-й Московской биеннале современного искусства. Она продемонстрировала новую ситуацию в российском искусстве, в которой регионы начинают взаимодействовать и сотрудничать с российским художественным сообществом для того, чтобы преодолеть депрессию территории самостоятельно, без министерств культуры, государственных музеев и других официальных институций.
До самого своего закрытия в 2015 году галерея «Культурный Альянс» была значимой в Москве площадкой, специализировавшейся на представлении регионального искусства в столице.

## Пермский музей современного искусства
В 2008 году при поддержке Сергея Гордеева, представителя в Совете Федерации от администрации Пермского края, Марат Гельман провел в Перми этапную для него как для куратора выставку «Русское бедное», куда вошли работы важнейших российских художников современности — как хорошо известных (Альберт, Архипов, Гутов, Полисский, Соков, Макаревич, Бродский, Шабельников, Шеховцов и другие), так и молодых (Recycle, Желудь, Кадырова, Трушевский). Выставка прошла в здании Речного вокзала — на тот момент не эксплуатируемом и минимально отреставрированном для экспозиции на средства Гордеева.
За месяц работы выставки её посетили 45 000 человек, после чего по просьбам горожан она была продлена ещё на месяц. Выставка «Русское бедное» и её успех как на городском, так и на общероссийском уровне положили начало масштабному проекту «Пермь — культурная столица», в рамках которого в том же здании Речного вокзала, уже полностью отреставрированном и оборудованном, открылся Пермский музей современного искусства.
Марат Гельман возглавил музей в должности директора. Уже в 2009 году деятельность Гельмана подверглась критике со стороны части пермских деятелей искусства. Известный писатель и искусствовед по образованию А. Иванов заявил, что «музей пожирает огромное количество денег, практически все средства местной культуры», что на музей выделено из регионального бюджета 90 млн рублей, а Пермская картинная галерея получила только 30 млн рублей. По мнению А. Иванова московские деятели культуры искусств завышали стоимость своих проектов и своих услуг. В знак протеста против присуждения М. Гельману Строгановской премии А. Иванов объявил, что отказывается от этой премии, лауреатом которой он стал тремя годами ранее
Гельман выступил куратором большинства выставочных проектов музея, среди которых такие важные для формирования общероссийского художественного сообщества проекты, как «Евангельский проект» Дмитрия Врубеля (2009), «Ночь в Музее» (2010), «Анонимус» (2012), «Лицо невесты» (2012) и «Большой Кавказ» (2012), а также сокуратор выставок Наиля Аллахвердиева Архивная копия от 21 мая 2013 на Wayback Machine), «Родина» (2011), «Icons» (2012) и др. Выставочные проекты музея показывались в городах России и за рубежом. В частности, выставка «Видение» была представлена в Санкт-Петербурге в 2010 году и в Твери в 2011 году, «Русское бедное» — в Милане в 2011 году, «Родина» — в Новосибирске и в Красноярске в 2012 году.
Выставки музея вызвали недовольство со стороны представителей Русской православной церкви. Против выставок М. Гельмана выступил ставропольский епископ Кирилл, который в специальном обращении заявил, что «творчество Гельмана не имеет отношения к подлинной культуре и направлено на возбуждение межрелигиозной и межнациональной розни». В 2012 году не получилось провести выставку в Новосибирске — региональное министерство культуры отказалось предоставить помещения под экспозицию.
Важным достижением музея и лично Марата Гельмана стало участие в разработке концепции и реализации фестиваля «Живая Пермь», который был впервые организован при поддержке бывшего губернатора Пермского края Олега Чиркунова в 2009 году. Он стал ключевым событием в культурной жизни Перми и прототипом для более масштабного фестиваля «Белые ночи в Перми», проводимого ежегодно. В 2012 году его посетили более 1 000 000 человек. 23 марта 2009 года Пермский музей современного искусства получил статус государственного краевого учреждения.
В июне 2013 года после череды скандалов Марат Гельман был уволен с поста директора ПЕРММ. В юридическом комментарии к решению об увольнении подчеркивается, что работодатель не обязан мотивировать решение об увольнении, Гельман основной причиной увольнения назвал цензуру. Поводом для увольнения Марата Гельмана с поста директора, по мнению журналистов, послужила персональная выставка красноярского художника Василия Слонова «Welcome! Sochi 2014», открытая в рамках фестиваля «Белые ночи». По словам нового пермского губернатора В. Ф. Басаргина именно союз с Гельманом стал причиной отставки его предшественника О. А. Чиркунова. В декабре 2014 года объявил об отбытии из РФ.

## Проекты в Европе

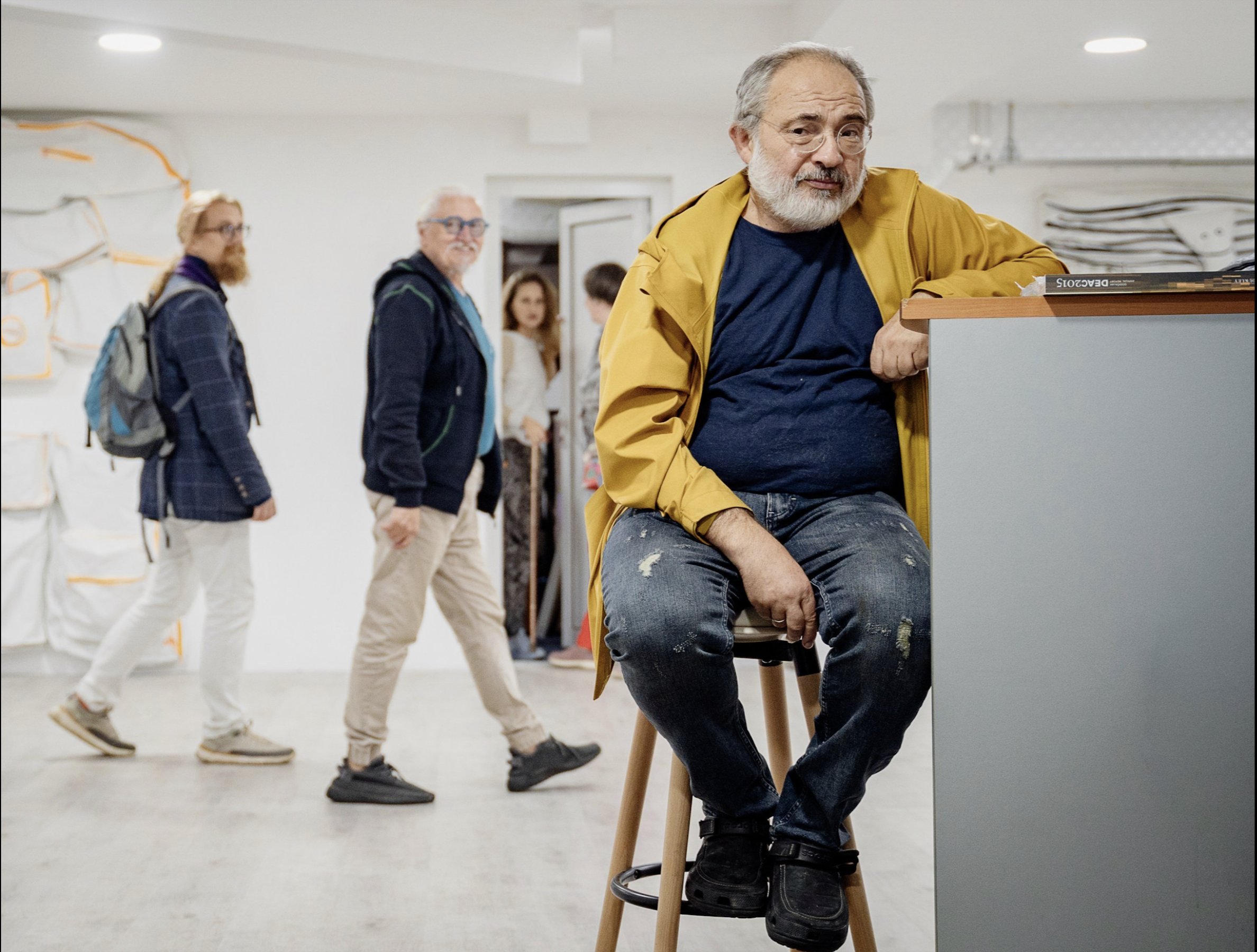
Марат Гельман в своей галерее в Будве. 2023 год.

В 2014 году открыл в Черногории арт-резиденцию Dukley European Art Community, которая сначала располагалась в городе Котор, а затем переехала в Будву. С 2023 года название резиденции — Montenegro European Art Community, располагается по адресу 1 Alekse Šantića, Budva.
В 2018 году организовал в Черногории форум русской культуры «СловоНово».
В 2023 году Гельман открыл художественную галерею в центре Берлина (Mittelstrasse 53). Галерея Guelman und Unbekannt позиционирует себя как первая в мире, которая специализируется на демонстрации произведений искусства, созданных с помощью искусственного интеллекта.
Участник Антивоенного комитета России.
Входит в постоянный комитет Форума свободной России.

## Личная жизнь
Состоит во втором браке. От второй жены Анастасии трое детей.
Имеет гражданство Израиля, по праву рождения получил гражданство Молдавии.